# Hapkeïta
La hapkeïta és un mineral de la classe dels elements natius. Nom atorgat en honor del professor Bruce Hapke,(emèrit de la Universitat de Pittsburgh) que primer va predir la presència de vapor dipositat en forma de Fe elemental com a revestiments sobre els grans del sòl lunar.

## Classificació
La hapkeïta es troba classificada en el grup 1.BB.35 segons la classificació de Nickel-Strunz (1 per a Elements; B per a Carburs, sulfurs, nitrurs i fosfurs metàl·lics i B per a Silicurs; el nombre 35 correspon a la posició del mineral dins del grup). En la classificació de Dana el mineral es troba al grup 1.1.33.6 (1 per a Elements natius i aliatges i 1 per a Metalls, que no siguin del grup del platí; 33 i 6 corresponen a la posició del mineral dins del grup).

## Característiques
La hapkeïta és un mineral de fórmula química Fe₂Si. Cristal·litza en el sistema isomètric. Grans de 2 a 30 micres de mida.

## Formació i jaciments
S'ha descrit a l'Àsia i al mar aràbic.